# 요한 후고 비텐바흐

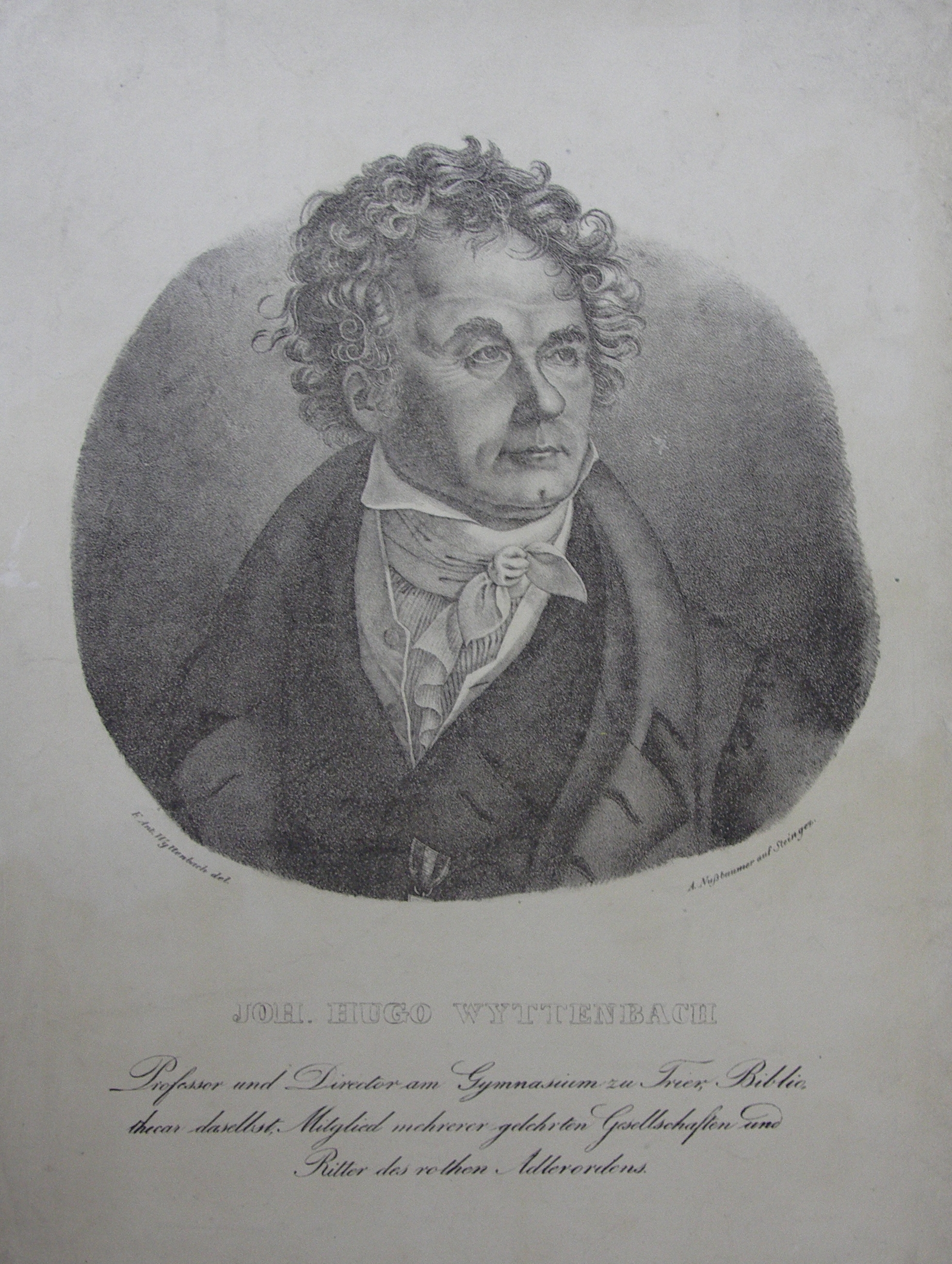

요한 후고 비텐바흐(독일어: Johann Hugo Wyttenbach: 1767년 4월 6일 - 1848년 6월 22일)는 독일의 교육자다. 고등학교 교장, 사서, 도서관장 등을 역임했다.
카를 마르크스의 고등학교 시절 선생으로 알려져 있다.